# Vasiľ Biľak
RSDr. Vasiľ Biľak (11 de agosto de 1917– 6 de febrero de 2014) fue un dirigente comunista eslovaco de origen rusino.

## Biografía
Vasiľ Biľak nació y fue bautizado en la iglesia en Krajná Bystrá (en húngaro: Bátorhegy), en el Distrito de Sáros del Reino de Hungría (actual Eslovaquia) en una familia de etnia rusina y fue originalmente un sastre. En los años 1955–1968 y de 1969–1971 fue un miembro del Comité Central del Partido Comunista de Eslovaquia (ÚV KSS); de 1962–1968 fue el secretario y de enero hasta agosto de 1968 fue el secretario general de ÚV KSS; de abril de 1968 hasta diciembre de 1988, miembro del Presidium del Comité Central del Partido Comunista de Checoslovaquia (ÚV KSČ). De noviembre de 1968 hasta diciembre de 1988 fue secretario del ÚV KSČ con una destacada influencia en la política extranjera y la ideología del partido. De 1960–1989 fue miembro de la Asamblea Nacional, más tarde Asamblea Federal.
En 1968 perteneció a los exponentes del ala extrema del KSČ; apoyando la invasión soviética y participando el llamado "proceso de normalización" después de la liberalización política llamada la Primavera de Praga.
Fue uno de los políticos que firmó la carta de invitación para los ejércitos de los países del Pacto de Varsovia. En diciembre de 1989, fue suspendido del KSČ. El Ministro de Justicia eslovaco Ján Čarnogurský dijo en 2001 que no pediría al presidente Rudolf Schuster concederle una amnistía a Biľak, ideólogo del partido comunista checoslovaco acusado de traición en relación con la "invitación" enviada a países del pacto de Varsovia para extender la "ayuda fraternal" a Checoslovaquia en 1968. En 2011, el proceso de prueba con Biľak acabó sin éxito, cuándo el abogado se detuvo ante la falta de testigos.
Falleció a los 96 años, el 6 de febrero de 2014, en Bratislava.